# Liste der Monuments historiques in Steige
Die Liste der Monuments historiques in Steige führt die Monuments historiques in der französischen Gemeinde Steige auf.

## Liste der Bauwerke
| Bezeichnung      | Beschreibung                                           | Standort         | Kennzeichnung | Schutzstatus | Datum | Bild           |
| ---------------- | ------------------------------------------------------ | ---------------- | ------------- | ------------ | ----- | -------------- |
| Friedhofskapelle | ehemalige Pfarrkirche; im Kern aus dem 12. Jahrhundert | Grand-Rue (Lage) | PA00085008    | Inscrit      | 1935  | weitere Bilder |

## Liste der Objekte
| Bezeichnung | Beschreibung                                                              | Standort                           | Kennzeichnung | Schutzstatus | Datum | Bild |
| ----------- | ------------------------------------------------------------------------- | ---------------------------------- | ------------- | ------------ | ----- | ---- |
| Taufbecken  | Sockel aus dem 12. Jahrhundert, Becken vermutlich aus dem 14. Jahrhundert | in der Friedhofskapelle (Lage)     | PM67001776    | Inscrit      | 1981  |      |
| Altar       | Holz, farbig gefasst und vergoldet, 18. Jahrhundert                       | in der Friedhofskapelle (Lage)     | PM67001775    | Inscrit      | 1976  |      |
| Glocke      | Bronze, 1849 gegossen                                                     | in der Kirche Ste-Madeleine (Lage) | PM67001561    | Inscrit      | 1998  |      |